# Bielice (Maszewo)
Bielice (deutsch Wittenfelde) ist ein Dorf in der polnischen Woiwodschaft Westpommern. Es gehört zur Gmina Maszewo (Gemeinde Massow) im Powiat Goleniowski (Gollnower  Kreis).

## Geographische Lage
Bielice liegt drei Kilometer östlich der Stadt Maszewo (Massow) in Hinterpommern. Die ehemalige Kreisstadt Nowogard (Naugard) ist 20 Kilometer entfernt und die jetzige Kreisstadt Goleniów (Gollnow) 26 Kilometer.
Nachbarorte von Bielice sind: Dębice (Eichenwalde) im Norden, Nastazin (Hermelsdorf) im Osten, Sokolniki (Falkenberg) im Süden und Maszewo im Westen.

## Ortsname
Der Name Wittenfelde findet sich in Pommern dreimal, darunter das nur wenige Kilometer weiter nördlich im Powiat Gryficki (Kreis Greifenberg) gelegene Dorf Wittenfelde (polnisch Witno).

## Geschichte

Wittenfelde (Wittendeldt) südwestlich der Stadt Regenwalde an der Rega (Rega fluvius) und südlich der Stadt Naugard (Neugarten) auf der Lubinschen Karte des Herzogtums Pommern von 1618 (Ausschnitt)

Das alte Kirchdorf Wittenfelde bestand im 18. und 19. Jahrhundert aus zwei Anteilen: Der Schulzenhof sowie zehn Bauernhöfe befanden sich im Besitz des Domänenamts, und fünf weitere Bauernhöfe gehörten zu Rittergütern im benachbarten Landkreis Saatzig. Im Dorf gab es eine Schmiede, einen Gasthof und eine Schule.
Bis 1945 war Wittenfelde ein Dorf im Landkreis Naugard im Regierungsbezirk Stettin der preußischen Provinz Pommern. Es gehörte zum Amts- und Standesamtsbezirk Hermelsdorf (heute polnisch: Nastazin) und zum Amtsgerichtsbereich Massow (Maszewo). Anfang der 1930er Jahre standen auf dem sechs Quadratkilometer großen Gemeindegebiet insgesamt 46 bewohnte Wohnhäuser.
Gegen Ende des Zweiten Weltkriegs wurde die Region im Frühjahr 1945 von der Roten Armee besetzt und anschließend zusammen mit ganz Hinterpommern unter polnische Verwaltung gestellt. In Wittenfelde setzte nun die Zuwanderung polnischer Zivilisten ein. Wittenfelde erhielt den polnischen Namen Bielice.
In den darauffolgenden Monaten wurden die Einwohner aus ihrem Dorf vertrieben.
Seit 1945 ist Bielice ein Teil der Stadt- und Landgemeinde Maszewo im Powiat Goleniowski in der Woiwodschaft Westpommern (bis 1998 Woiwodschaft Stettin).

## Einwohnerzahlen
| Jahr | Anzahl Einwohner | Anmerkungen                                |
| ---- | ---------------- | ------------------------------------------ |
| 1868 | 355              | [ 2 ]                                      |
| 1900 | 253              |                                            |
| 1925 | 268              | davon 264 Evangelische und vier Katholiken |
| 1933 | 257              | [ 3 ]                                      |
| 1939 | 224              | [ 3 ]                                      |

## Kirche
Vor 1945 war die Einwohnerschaft von Wittenfelde überwiegend evangelischer Konfession. Das Dorf bildete eine eigenständige Kirchengemeinde als Filialgemeinde im Kirchspiel Falkenberg (heute polnisch: Sokolniki), zu dem auch die Filialgemeinde Tolz (Tolcz) gehörte. Es war in den Kirchenkreis Freienwalde (Chociwel) in der Kirchenprovinz Pommern der Kirche der Altpreußischen Union eingegliedert. Im Jahre 1940 zählte die Kirchengemeinde Wittenfelde 217 Gemeindeglieder. Letzter deutscher Geistlicher war Pfarrer Hermann Blumenbach.
Seit 1945 ist die Bevölkerung von Bielice fast ausnahmslos katholischer Konfession. Das Dorf ist jetzt Sitz einer eigenständigen Pfarrei im Dekanat Maszewo (Massow) im Erzbistum Stettin-Cammin der Katholischen Kirche in Polen. Die Kirche trägt jetzt den Namen Kościół p.w św.Wojciecha BM.
Hier lebende evangelische Kirchenglieder sind dem Pfarramt in Stettin in der Diözese Breslau der Evangelisch-Augsburgischen Kirche in Polen zugeordnet.

## Verkehr
Bielice liegt einen Kilometer südöstlich der Woiwodschaftsstraße 106 (Kamień Pomorski (Cammin) – ) Rzewnowo (Revenow) – Nowogard (Naugard) – Stargard (Stargard in Pommern) – Pyrzyce (Pyritz) (zwischen Naugard und Stargard ist es die Trasse der ehemaligen Reichsstraße 163) an einer Nebenstraße, die Stodólska (Ackerhof) mit Sokolniki (Falkenberg) verbindet.
Eine Bahnanbindung besteht nicht.